# Segnaletica stradale in Italia
La segnaletica stradale in Italia è iniziata a comparire lungo le strade agli inizi del XX secolo su iniziativa dei soci del Touring Club Italiano.

## La storia della segnaletica stradale italiana

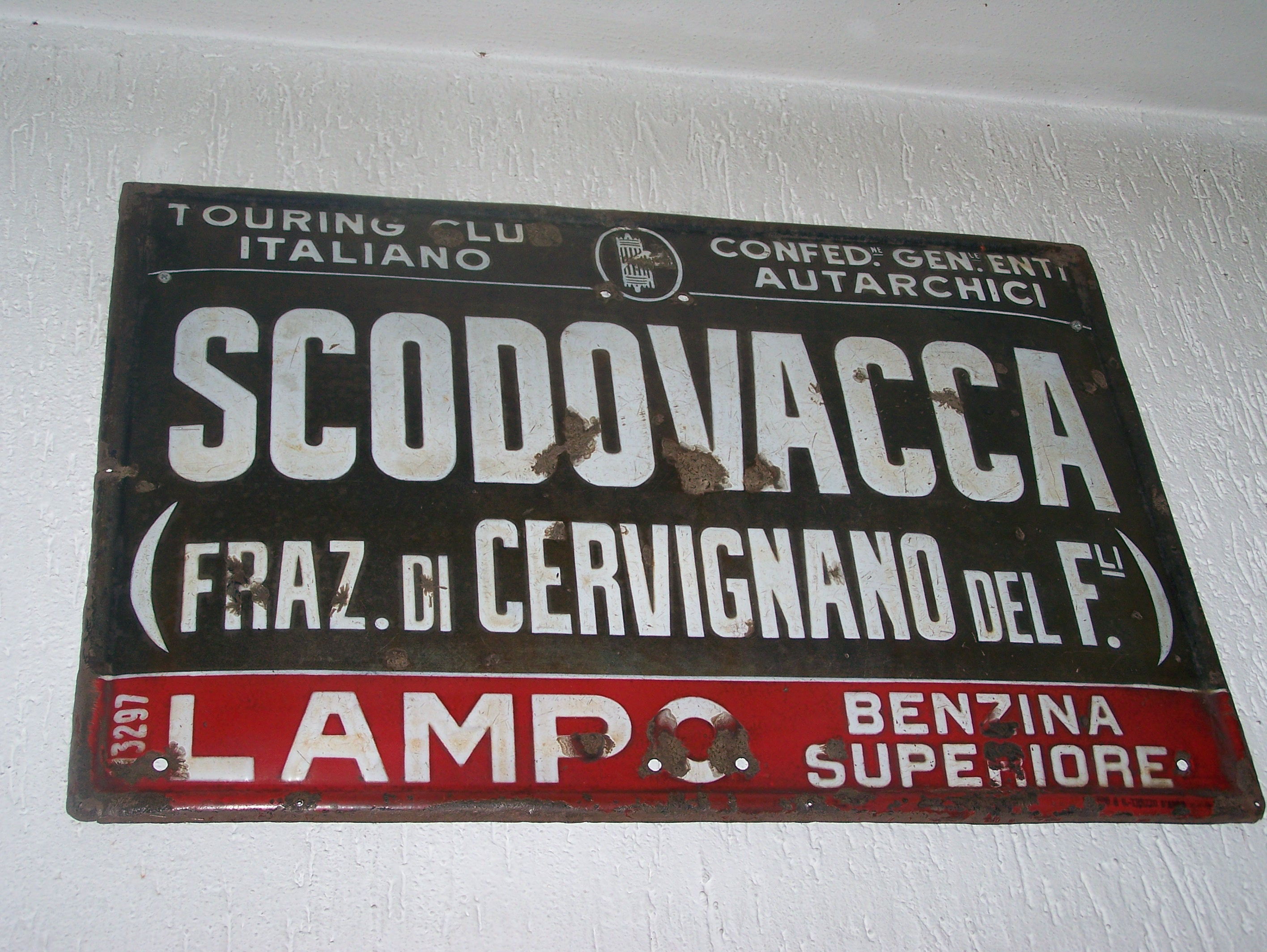
Un vecchio segnale di centro abitato, di fine anni '20 - inizio anni '30.

Le prime forme di segnaletica stradale in senso moderno iniziarono a comparire in Italia verso la fine del XIX secolo, con lo sviluppo del ciclismo e dell'automobilismo. I primi cartelli stradali vennero installati dal Touring Club Ciclistico Italiano, poi diventato Touring Club Italiano, al fine di aiutare fornire indicazioni stradale e avvisare i conducenti dei pericoli della strada. Le prime targhe di tale tipo erano bianche con indicazioni effettuate mediante frecce, simboli e indicazioni di colore rosso; successivamente si passò al colore blu per lo sfondo e a simboli e iscrizioni bianche, combinazione giudicata maggiormente visibile. Una standardizzazione dei simboli relativi ai pericoli si ebbe tra la fine del 1908 e il 1909, quando furono stabiliti quattro simboli standard per segnalare i passaggi a livello, gli incroci e le cunette. Si trattava in ogni caso di un'attività di natura filantropica, che era intrinsecamente legata alla generosità dei donatori (il cui nome figurava sul cartello, in segno di riconoscenza) e a una cronica carenza di fondi; solo dopo la prima guerra mondiale si riuscì a sopperire alla mancanza di fondi, mediante la fondazione di un consorzio con la Pirelli e la FIAT e l'apposizione della pubblicità di tali aziende sui cartelli.

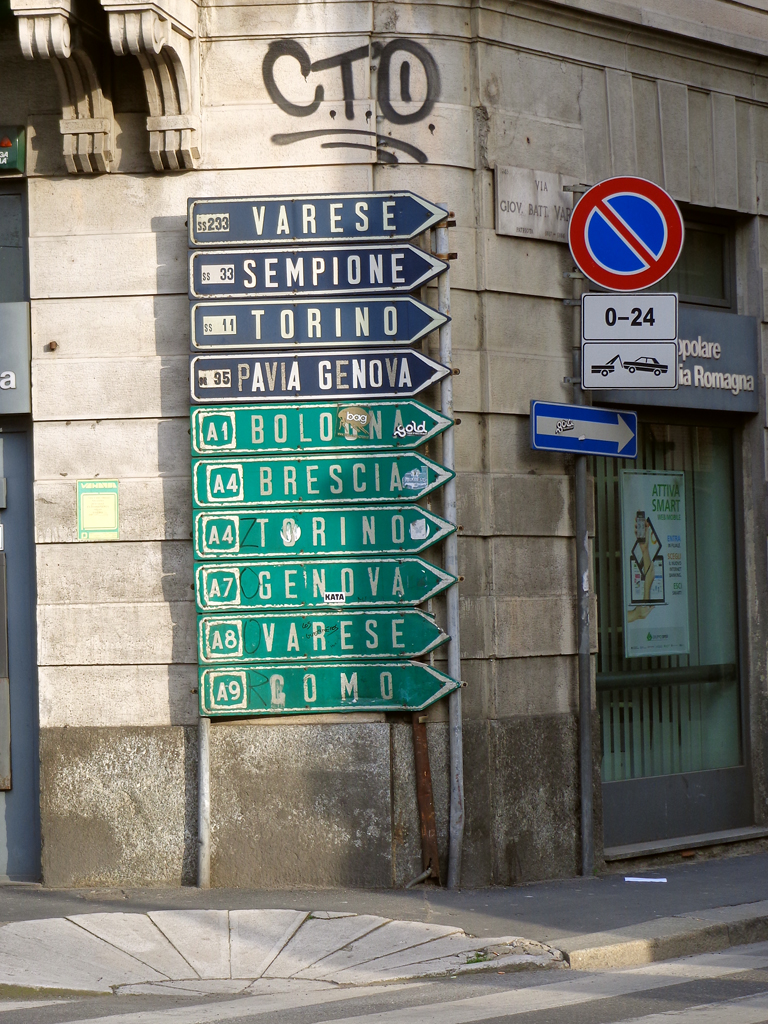
Frecce di direzione con la grafica stabilita dal regolamento del 1959. Le frecce verdi vennero introdotte nel 1962 a titolo sperimentale per le autostrade. A destra sono visibili anche alcuni segnali attuali.

Questo sistema di segnalazioni si evolse e ampliò nel corso del tempo, anche grazie alle varie conferenze internazionali finalizzate alla standardizzazione della segnaletica tra i vari paesi europei; molto significativi furono in particolare gli accordi di Ginevra 1931, dove fu definito il formato triangolare per i segnali di pericolo, quello circolare per i segnali di divieto e prescrizione e quello rettangolare (eventualmente con punta di freccia) per i segnali di indicazione. Gli accordi di Ginevra del 1931 furono la base per un decreto del 1936 che standardizzò e rese obbligatoria la segnaletica a livello nazionale, eliminando il carattere filantropico e volontaristico che le attività di posa della segnaletica avevano avuto fino a quel momento. La segnaletica introdotta nel 1936 era sostanzialmente conforme ai modelli della convenzione di Ginevra: tra le scelte italiane si segnalano l'uso di segnali triangolari di pericolo con bordo rosso, simboli bianchi e fondo nero (giallo nel caso del segnale di precedenza) e del colore azzurro per la segnaletica di indicazione in generale.
Il sistema segnaletico introdotto dagli accordi di Ginevra restò in vigore per alcuni anni ma, dopo la seconda guerra mondiale, si dimostrò inadeguato alle sempre crescenti necessità del traffico stradale, e venne superato da una nuova convenzione riguardante la circolazione stradale, firmata nel 1949, sempre a Ginevra. I precetti di tale convenzione confluirono nel testo unico delle norme sulla circolazione strada e nel relativo regolamento del 1959.
Tuttavia, con l'avvento della motorizzazione di massa e la costruzione delle nuove infrastrutture autostradali, anche la segnaletica introdotta del 1959 si dimostrò presto insufficiente. Al fine di colmare le lacune del regolamento, in attesa che venisse approvato un nuovo codice della strada, il ministero dei lavori pubblici emanò numerose circolari, riguardanti soprattutto la segnaletica di indicazione: esse introdussero numerose novità, come la segnaletica autostradale di colore verde, un codice dei colori per la segnaletica urbana di direzioni e numerosi nuovi segnali di indicazione dei servizi. Venne anche migliorato l'aspetto grafico della segnaletica, con un'introduzione sistematica di listelli di contrasto, e la graduale introduzione di un nuovo carattere segnaletico basato sul Transport britannico.
Tutte queste innovazioni confluirono, con alcune modifiche, nel nuovo codice della strada del 1992 e nel corrispondente regolamento che, entrato in vigore nel 1993 - e mai modificato in maniera sostanziale per la parte di segnaletica - regolamenta ancor oggi la segnaletica stradale italiana.

## Il nuovo codice della strada del 1992
I segnali previsti dal codice della strada del 1959 rimasero in vigore fino al 1990 quando la maggior parte di essi vennero sostituiti da un nuovo set di segnali, che essenzialmente corrispondono a quelli attualmente in vigore. Quando due anni più tardi il codice della strada del 1959 venne abolito e fu promulgato il nuovo codice della strada, attualmente in vigore, tale codice confermò (con alcune aggiunte) la segnaletica introdotta nel 1990.
Nel 1992, dopo un iter legislativo durato anni, si giunse all'approvazione del nuovo codice della strada e del relativo regolamento, abolendo dunque la vecchia norma del 1959. Per quanto riguarda la segnaletica stradale nel nuovo codice venne codificata e definitivamente assunte al rango di norma tutte le esperienze compiute nei decenni precedenti e normate solo a livello di circolare. La nuova segnaletica prevista ricalcava in massima parte quella introdotta con i decreti del 1990 (per quanto concernente quella di pericolo e prescrizione) e quella delle circolari del 1969, del 1979 e del 1981 (per quanto concernente la segnaletica di indicazione) anche se non mancarono alcune innovazioni riguardo alla grafica dei pittogrammi, delle frecce, dei colori di fondo e l'introduzione di segnali nuovi, soprattutto per la segnaletica di indicazione, che non era stata aggiornata del decreto del 1990. Di seguito vengono discusse le principali modifiche introdotte rispetto alla normativa precedente; per un'esposizione completa di tutta la segnaletica in vigore si rimanda alle voci specifiche di ciascuna tipologia.

### Segnaletica di pericolo
Per quanto concernente la segnaletica di pericolo il nuovo codice della strada confermò quella già introdotta nel 1990. Tra le novità di rilievo riguardano l'introduzione del nuovo segnale di ''Banchina cedevole'' (che andò a sostituire il pannello integrativo previsto dal decreto del 1981) e di una variante del segnale di "Semaforo" da utilizzare nel caso di impianti luminosi con le luci orizzontali. L'altra novità fu rappresentata dall'introduzione del colore di fondo giallo in via generale per il segnale di "Lavori in corso" (che sostituì quello a sfondo bianco) e per i segnali di strettoia, semaforo, pericolo generico, doppio senso di circolazione e strada dissestata, in caso di utilizzo in corrispondenza dei cantieri.

### Segnaletica di prescrizione
Per quanto riguarda la segnaletica di prescrizione il nuovo codice della strada confermò quella già introdotta nel 1990. Al di là di alcune modifiche nelle denominazioni dei segnali e alcune precisazioni di significato, le uniche variazioni riguardarono l'introduzione del segnale di divieto di transito ai veicoli che trasportano merci pericolose, in precedenza assente, e quello di passo carrabile (in passato previsto solamente da una circolare del 1965).

Transito vietato ai veicoli che trasportano merci pericolose
Passo carrabile

### Segnaletica di indicazione
Le principali modifiche introdotte dal nuovo codice della strada riguardarono la segnaletica di indicazione, che era stata ampiamente innovata dalle varie circolari ma che non aveva trovato spazio nel decreto del 1990. Il nuovo codice della strada accolse al suo interno tutte le numerose innovazioni relative al complesso della segnaletica di indicazione che erano state introdotte con le circolari del 1969, del 1971, del 1979 e del 1981. In alcuni casi vennero apportate alcune variazioni grafiche rispetto alle figure già introdotte (come nel caso dei vari simboli della circolare del 1979, per già al momento della pubblicazione era già stato ipotizzato un loro ridisegno al termine del periodo di rodaggio) mentre per altri segnali si confermò la grafica introdotta in precedenza. Di seguito si riportano le principali innovazioni nel campo della segnaletica.

#### Composizione grafica dei segnali e codice dei colori
Per quanto concernente la grafica dei segnali, il nuovo codice della strada confermò e assunse al rango di norma regolamentare per tutta la segnaletica i caratteri alfabetici introdotti nella circolare del 1969, denominati Alfabeto Normale e Alfabeto Stretto, che andarono a rimpiazzare definitivamente i quattro alfabeti previsti nelle tavole del regolamento del 1959. Venne anche confermata la distinzione tra caratteri maiuscoli, riservati ai nomi di città, regioni, province, e quelli minuscoli, riservati a tutto il resto.
Alcuni cambiamenti vennero invece apportati al codice dei colori. Il blu, il verde, il bianco e il nero opaco mantennero grossomodo il significato che gli era stato attribuito nelle modifiche del 1990; al contrario il giallo venne riservato ai segnali legati a deviazioni e lavori in corso (soppiantando l'effimero arancione) mentre il colore marrone ampliò il suo campo di applicazione, venendo a ricomprendere anche i punti di interesse storico, culturale, artistico e turistico (associati al colore giallo sin dal 1959) e i camping (a cui il decreto del 1990 aveva associato il colore bianco), oltre che alle indicazioni di natura geografica, ecologica e ricreativa. Venne inoltre eliminato il colore grigio chiaro, utilizzato fino ad allora per i segnali di avvio a strade e piazze importanti, sostituito dal colore bianco. Infine per i segnali a strisce destinati all'uso dei cantieri si ritornò all'uso dei colori bianco e rosso, rimpiazzando il bianco-arancione introdotto nel 1990.

#### Segnaletica di preavviso, preselezione e direzione
Per quanto riguarda la segnaletica di preavviso, preselezione e direzione il nuovo codice della strada confermò sostanzialmente le grafiche introdotte nella circolare del 1979, aggiornate al nuovo codice dei colori, e mantenne l'uso dei segnali di direzione rettangolari all'interno dei centri abitati e a punta di freccia al di fuori di quest'ultimi. Tra le novità introdotte si segnalano un maggiore dettaglio nella grafica destinata ai segnali di indicazione posti al di sopra della carreggiata, distinguendo tra cartelli usati in funzione di preselezione, preavviso e direzione e introducendo una nuova grafica per la freccia da usare su quest'ultimo gruppo, e una nuova grafica per i segnali di direzione extraurbani usati in direzione dritto.

#### Segnaletica di identificazione strade e progressive chilometriche
Per quanto riguarda la segnaletica di identificazione strade il nuovo codice della strada modificò la grafica delle targhe identificatrici dei numeri strada. Oltre ad adottare il nuovo carattere maiuscolo per le sigle alfanumeriche, la nuova normativa introdusse segnali per alcune tipologie di strade in precedenza non contemplate (regionali e comunali) e invertì il colore di fondo e iscrizione rispetto al regolamento del 1959 per le strade statali e provinciali. Venne anche formalmente inserito nel codice della strada l'ottagono identificante nelle autostrade, che subì anche un lieve aggiornamento grafico rispetto al modello introdotto dalla circolare del 1969. Infine vennero introdotti nel nuovo codice i segnali di progressiva chilometrica, in precedenza normati solamente a livello di circolare e solamente per la viabilità autostradale.

#### Segnali di località, di localizzazione, di conferma, di nome-strada, turistici e di territorio
Per quanto i segnali di località il nuovo codice della strada riprende integralmente il design introdotto con la circolare del 1979 ma modificando il significato del segnale in maniera tale che le prescrizioni riguardanti il limite di 50 km/h e il divieto di segnalazione acustiche siano implicite nel significato del segnale e quindi rendendo non necessaria l'apposizione dei corrispondenti segnali di prescrizione. Il nuovo codice dà dignità regolamentare anche ai segnali facoltativi di inizio e fine di provincia e regione, anche in questo caso riprendendo quanto disposto dalla circolare del 1979, ma prevedendo anche il caso di fondo verde in caso di uso lungo la viabilità autostradale. Viene anche previsto un ulteriore segnale utilizzato per segnalare le località, di colore marrone, e da utilizzare facoltativamente per segnalare i confini comunali o località di particolare interesse non costituenti centri abitati. Per quanto riguarda i segnali di localizzazione (previsti in via sperimentale dalla circolare del 1979), quelli di conferma, di nome-strada e turistici viene sostanzialmente confermato quanto previsto dalle circolari dei decenni precedenti, opportunamente adattate al nuovo codice dei colori. In particolare per i segnali informativi delle sistemazioni alberghiere viene adottato l'uso dei colori bianco e marrone in luogo del giallo e del blu previsti dalla circolare del 1979.

#### Segnali utili per la guida
Per quanto riguarda la categoria dei segnali utili della guida il nuovo codice della strada riprende in larga parte quelli introdotti dalla circolare del 1981, che tuttavia vengono sottoposti a un aggiornamento grafico dei pittogrammi e delle iscrizioni. Oltre al nuovo design di segnali già introdotti, il nuovo codice della strada introduce anche segnali completamente nuovi: tra di essi si segnalano i segnali per l'inversione di marcia su strade a carreggiate separate, i segnali relativi alle aree pedonali e alle zone a traffico limitato (in precedenza normati dai decreti del 1989), un nuovo segnale relativo ai limiti di velocità da porre alle frontiere, un nuovo design del senso unico laterale (per cui viene abbandonata l'iscrizione "Senso unico"), un lieve aggiornamento grafico dei segnali relativi all'inizio e alla fine delle autostrade e delle nuove extraurbane principali, una nuova grafica dei segnali indicanti deviazioni consigliate e soprattutto la nuova classe dei segnali di uso delle corsie, precedentemente non normata in alcuna maniera.

#### Segnali di indicazione dei servizi
Per quanto riguarda la categoria dei segnali di indicazione dei servizi il nuovo codice riprende sostanzialmente tutti i segnali già introdotti nella circolare del 1981 e alcuni di quelli presenti nel regolamento del 1959. Relativamente a quelli introdotti nel 1981 la circolare provvede principalmente a fornire un aggiornamento grafico dei simboli e dei colori (abbandono del giallo per il marrone per quanto concernente le attività di natura turistica) oltre che ad aggiungerne di nuovi: per quanto riguarda quelli già presenti nel regolamento del 1959 si segnala l'uso di un segnale arancione per indicare gli stalli dei taxi (già previsto ma non mostrato graficamente nelle modifiche del 1990 al vecchio codice) e una nuova grafica relativa ai segnali di identificazione dei comandi delle forze dell'ordine.

### Segnaletica luminosa
Durante tutto il periodo che va dal 1959 al 1992 la segnaletica luminosa, in particolare le lanterne semaforiche, non è stata particolarmente interessata dalle circolari ministeriali, esclusa solo la circolare n. 9990 del 1965 che regolava l'installazione e l'impiego dei tradizionali segnali verticali illuminati a luce propria. Nei semafori veicolari normali rimangono invariati la disposizione delle luci (dall'alto verso il basso: rosso, giallo, verde) e il loro significato ma cambia la sequenza di accensione delle luci: durante il passaggio dalla luce verde alla luce rossa, la luce gialla si accende separatamente e non più congiuntamente al verde; si aggiunge inoltre la possibilità di aumentare a 30 cm il diametro della luce rossa per migliorarne la visibilità. A differenza del precedente regolamento, i semafori veicolari normali non sono più integrabili da frecce direzionali di colore verde: al loro posto è stata introdotta una lanterna a tre luci, con funzionamento analogo a quello dei semafori veicolari normali, ma riportante la sagoma di una freccia, che indica la/le direzioni delle correnti di traffico a cui è rivolta la lanterna. Cambia anche l'aspetto grafico delle frecce e inoltre è stata aggiunta la possibilità, nel caso di corsie specializzate per due manovre, di accorpare le due frecce in una sola lanterna. Per i semafori destinati ai veicoli di trasporto pubblico è stata aggiunta una luce che riproduce un triangolo di colore giallo avente significato analogo a quello del giallo semaforico. Per i semafori pedonali è stata abbandonata la vecchia lanterna con le scritte "ALT/AVANTI", sostituita da una lanterna a tre luci che riproduce sagome di pedoni: le luci rossa e gialla hanno la sagoma di un pedone fermo, la luce verde ha la sagoma di un pedone in movimento. Sono stati introdotti anche dei nuovi semafori specifici per i velocipedi, riportanti la sagoma di una bicicletta e utilizzabili solo in presenza di piste ciclabili: in loro assenza vanno usati i semafori pedonali. Le sagome del pedone in movimento e della bicicletta sono riprodotte anche in lanterne semaforiche a luce gialla lampeggiante: sono installate in abbinamento ai semafori veicolari e vanno usati nel caso in cui ricorre un conflitto tra i veicoli che svoltano a destra e i pedoni/ciclisti che attraversano le corsie da cui ha inizio la manovra di svolta. Una luce lampeggiante piena di colore giallo può essere usata in corrispondenza di punti pericolosi per richiamare l'attenzione dei conducenti, può essere usata anche nel segnale di "Semaforo" in sostituzione del disco giallo centrale. Sulle carreggiate a tre o più corsie è ammesso l'utilizzo dei già previsti semafori per corsie reversibili (che tuttavia non sono mai stati indicati nelle tavole del regolamento): è stata aggiunta una freccia gialla lampeggiante che integra le luci di colore rosso (a forma di X) e verde (a forma di freccia verso il basso) che indica ai conducenti l'obbligo di abbandonare la corsia in cui si trovano e di spostarsi nella corsia indicata dalla freccia. Conseguentemente all'eliminazione del segnale di indicazione "Semafori sincronizzati", è stato introdotto un nuovo semaforo di "onda verde" da installare negli itinerari aventi più intersezioni regolate da semaforo: esso riproduce la velocità consigliata da seguire al fine di trovare la luce verde a tutte le successive intersezioni.

## Le modifiche successive al 1992
Anche dopo l'introduzione del nuovo codice della strada del 1992 la segnaletica stradale andò incontro ad alcune modifiche, anche se meno numerose e radicali di quelle introdotte dalle varie circolari del periodo 1959-1992: in molti casi le nuove aggiunte al sistema segnaletico hanno riguardato correzioni di alcuni errori di segnali presenti nel codice, l'introduzione di nuovi cartelli per tenere conto dell'aggiornamento della normativa stradale, lo sviluppo di linee guida per il segnalamento di alcune situazioni specifiche (come ZTL e cantieri) o di disciplinari tecnici relativi alla costruzione dei segnali stessi.

### Circolare n. 62 del 1993
La circolare n. 62 del 1993 stabilisce le direttive in materia di limitazioni alla circolazione dei mezzi pesanti fuori e dentro i centri abitati, facoltà concesse rispettivamente ai prefetti fuori dai centri abitati, ai sensi dell'art. 6 comma 1 del Codice della strada, e ai sindaci dentro i centri abitati, ai sensi dell'art. 7 comma 1 dello stesso Codice.
La circolare definisce con il termine "mezzi pesanti" tutti gli autoveicoli, adibiti al trasporto di cose, di massa massima complessiva superiore a 7,5 t, in quanto autoveicoli di massa inferiore sono impiegati per esigenze di trasporto merci a livello locale.
Secondo la circolare, i prefetti ed i sindaci devono preventivamente effettuare attente valutazioni sugli effetti che tali limitazioni possono avere sull'organizzazione della circolazione e sulle attività economiche che si svolgono a livello sia locale che territoriale, se necessario di concerto con le amministrazioni interessate e con le associazioni di categoria.
La circolare ammette anche l'eventualità di adottare soluzioni di diverso tipo, quali barriere pedonali, siepi, barriere antirumore, intensificazione della vigilanza e limitazioni di velocità.
Ogni provvedimento deve prevedere uno o più percorsi alternativi, e sul punto di diversione devono essere installati gli appositi segnali di prescrizione e indicazione prima dell'entrata in vigore del provvedimento. Inoltre almeno uno degli itinerari alternativi non deve prevedere l'obbligo di percorrere tratti autostradali a pedaggio.
I provvedimenti devono prevedere deroghe per i conducenti di mezzi pesanti che, in possesso di adeguata documentazione, dimostrano che l'origine o la destinazione del loro spostamento avviene nel territorio in cui è in vigore la limitazione, nonché deroghe per le seguenti categorie di veicoli:
- veicoli adibiti a pubblico servizio per interventi urgenti o di emergenza, o che trasportano materiali o attrezzature atte allo scopo,
- veicoli militari o delle forze di polizia,
- veicoli di servizio dell'Ente proprietario o concessionario della strada.

La circolare richiama infine i sindaci all'allestimento, lungo le strade di accesso ai centri abitati, di aree adibite alla sosta dei rimorchi, dal momento che l'art. 158 comma 3 vieta, nei centri abitati, la sosta dei rimorchi staccati dalla motrice salvo diversa segnalazione.

### Direttiva n. 1156 del 1997
Al fine di contrastare il fenomeno del lancio di oggetti da parte di cavalcavia nel 1997 venne emanata una direttiva che introdusse un sistema di numerazione di tali manufatti, in maniera da semplificare e velocizzare le segnalazioni di eventi agli organi di polizia. Il segnale proposto, da applicarsi lungo le autostrade, le strade extraurbane principali, lungo le statale di maggior interesse (specialmente quelle ricomprese negli itinerari internazionali) e, se ritenuto opportuno, anche sul resto della viabilità, riporta sia la targhetta identificativa della strada in questione, sia il numero progressivo di cavalcavia.

Segnale composito relativo alla numerazione dei cavalcavia sulle autostrade
Segnale composito relativo alla numerazione dei cavalcavia sulle strade extraurbane principali e sulle strade statali di rilevanza internazionale
Segnale composito relativo alla numerazione dei cavalcavia sulle strade provinciali
Segnale composito relativo alla numerazione dei cavalcavia sulle strade comunali

### Legge 29 luglio 2010, n.120 e direttiva n. 1580 del 2013
Con la legge n. 120 del 29 luglio 2010 fu modificato l'articolo 6 del codice della strada in maniera da dare agli enti proprietari delle strade la facoltà di poter prescrivere l'obbligo di montare pneumatici antisdrucciolo o di portare con sé catene da neve, indipendentemente dalla presenza di effettive precipitazioni nevose o ghiaccio. Lo scopo di tale innovazione era quello di obbligare i conducenti ad avere sempre con sé le dotazioni invernali indipendentemente dalle condizioni meteo, in maniera da non essere colti di sprovvista in caso di effettiva necessità di un loro utilizzo.
Considerato che tale disposizione fu applicata in maniera differenziata in varie zone d'Italia e che il regolamento del codice della strada non prevedeva alcun segnale per segnalare all'utenza tale prescrizione (non essendo utilizzabile il segnale di "Catene da neve obbligatorie", in quanto obbligherebbe a proseguire solo con le catene montate) nel 2013 venne emanata la direttiva n. 1580 per normare la materia.
Nella direttiva venne fornito un modello di ordinanza a cui gli enti stradali devono fare riferimento per stabilire l'obbligo di pneumatici invernali o catene a bordo, alcuni chiarimenti riguardo a come vadano applicate catene e gomme invernali e anche due modelli di segnali da usare in corrispondenza e come preavviso dei tratti di strada soggetti all'obbligo sopracitato. I segnali proposti si basano sulla combinazione di più pannelli riportanti il simbolo di gomme e catene da neve, la scritta indicante l'obbligo in questione (posta su un pannello di colore verde, blu o bianco a seconda del tipo di viabilità), il periodo di validità dell'obbligo e, nel caso dei segnali di preavviso, un'indicazione del tratto soggetto alla prescrizione.

Segnale da utilizzare come preavviso del tratto interessato (viabilità autostradale)
Segnale da utilizzare all'inizio del tratto interessato (viabilità autostradale)

### Linee guida n. 5050 del 2019
Nel 2019 il ministero delle infrastrutture e dei trasporti ha emanato delle linee guida sulla regolamentazione della circolazione stradale e della segnaletica nelle zone a traffico limitato (ZTL), con lo scopo di fornire indicazioni per la realizzazione di sistemi segnaletici omogenei e maggiormente comprensibili all'utenza stradale. Tale opera di standardizzazione si era resa particolarmente necessaria in considerazione dell'aumento del numero e dell'estensione delle ZTL, delle categorie di utenti sottoposte a restrizioni al transito nelle ZTL e al crescente ricorso a sistemi elettronici per il controllo delle infrazioni.
Le principali disposizioni delle linee guida, relativamente alla parte di segnaletica, sono le seguenti:
- viene specificato esplicitamente che il pannello complementare con le eccezioni associato al segnale di ZTL debba riportare solo le iscrizioni effettivamente applicabili al caso in esame (ad esempio omettendo l'iscrizione motoveicoli non autorizzati se il divieto non riguarda tale categoria, inserendo orari per il carico/scarico merci, quando tale operazione fosse consentita, o utilizzando una dicitura del tipo eccetto veicoli autorizzati ai sensi della D.G.C n. XX/XX/XXXX in caso di eccezioni riguardanti un numero considerevole di veicoli).
- in caso di ZTL riguardante un numero limitato di veicoli, il pannello complementare indicante le eccezioni deve essere sostituito da quello riportante l'indicazione delle sole categorie interessate (ad esempio autobus o veicoli al di sopra di una certa lunghezza), soluzione ritenuta più semplice e comprensibile.
- in caso di ZTL con validità oraria il segnale di varco può essere integrato da un pannello a messaggio variabile indicante l'operatività della ZTL; viene anche esplicitamente vietato l'uso di lanterne semaforiche a tale scopo. L'utilizzo del pannello a messaggio variabile è obbligatorio in caso di controllo elettronico della ZTL. Tuttavia, in caso di ZTL con validità orarie diverse per differenti categorie di veicoli, l'utilizzo dei pannelli a messaggio variabile non è ammesso, al fine di evitare di fornire indicazioni non chiaramente interpretabili all'utenza stradale.
- i sopracitati pannelli a messaggio variabile riportano le iscrizioni "ZTL ATTIVA" e "ZTL NON ATTIVA"; se la tecnologia del pannello a messaggio variabile lo permette, tali diciture devono essere rispettivamente rosse e verdi. Nelle zone turistiche tali messaggi sono riprodotti anche in lingua inglese (ZTL CLOSED e ZTL OPENED). Il messaggio relativo alla ZTL non attiva riporterà preferibilmente anche l'indicazione dell'orario di entrata in vigore della stessa, sempreché le caratteristiche tecniche del pannello lo consentano.
- per facilitare l'accessibilità alle ZTL i segnali di varco devono riportante un pannello informativo riportante un recapito telefonico (ed eventualmente anche un indirizzo email e un sito internet) a cui rivolgersi per ricevere informazioni o chiedere permessi di transito.
- viene specificato che l'iscrizione per notificare agli utenti il controllo elettronico della ZTL è "controllo elettronico ZTL", espressione che permette di tenere in considerazione anche i casi di controllo elettronico in itinere e in uscita dalla ZTL.
- in caso di presenza di più ZTL all'interno di uno stesso centro abitato, esse andranno denominate in maniera differente e il loro nome dovrà essere indicato da un apposito pannello in corrispondenza dei varchi.
- la segnaletica di preavviso di ZTL è costituita da segnali di preavviso di intersezioni urbane, riportanti sui rami d'intersezione di interesse il simbolo "ZTL", ossia il segnale di inizio zona a traffico limitato privo del pannello delle eccezioni (in quanto ritenuto troppo complesso per poter essere riportato anche sulla segnaletica di bivio). In caso di ZTL riferite solo ad alcune categorie di veicoli è comunque ammesso l'utilizzo di pannelli integrativi sui segnali di preavviso, in numero non superiore a due
- in caso di ZTL non attive per periodi prolungati, è consigliata la copertura dei relativi segnali con sistemi amovibili.

#### Segnaletica di preavviso

Simbolo ZTL da utilizzare nei segnali di preavviso[3]
Preavviso di intersezione urbana con una ZTL
Preavviso intersezioni ravvicinate urbane in cui due rami conducono a due ZTL distinte
Preavviso di intersezione urbana rotatoria in cui un ramo conduce a una ZTL
Preavviso di ZTL permanente in concomitanza di divieto di transito per una categoria di veicoli su un ramo dell'intersezione
Segnale di preavviso ZTL permanente per specifiche categorie di veicoli
Preavviso di ZTL con una fascia oraria per una specifica categoria di veicoli
Preavviso semplificato di intersezione urbana con ZTL
Preavviso semplificato di intersezione urbana con ZTL
Preavviso di intersezione urbana con una ZTL periodica (sistema sostituibile)

#### Esempi di pannelli

Segnaletica standard ai varchi
Segnale di fine ZTL
Esempi di pannelli con riferimenti per informazioni
Esempi di pannelli con periodo e giorni di vigenza
Esempio di pannelli con divieti ed eccezioni
Esempi di pannelli a messaggio variabile
Esempio montaggio di diversi pannelli

#### Segnaletica di varco

Varco tipo 1 - ZTL permanente
Varco tipo 2 - ZTL permanente con controllo elettronico
Varco tipo 3 - ZTL permanente ai soli autoveicoli con controllo elettronico
Varco tipo 4 - ZTL variabile con controllo elettronico[4]
Varco tipo 5 - ZTL variabile con controllo elettronico e PMV
Varco tipo 6 - ZTL permanente con controllo elettronico
Varco tipo 7 - ZTL variabile per una categoria di veicoli con controllo elettronico e PMV
Varco tipo 8 - ZTL variabile per due categorie di veicoli con controllo elettronico e PMV
Varco tipo 9 - ZTL variabile per due categorie di veicoli con controllo elettronico

### La segnaletica per gli stalli rosa
Una delle varie modifiche al nuovo codice della strada effettuate apportate nel corso del 2021 introdusse la possibilità di riservare spazi di sosta ai veicoli delle donne in stato di gravidanza e dei genitori con bambini di età non superiore ai due anni. La segnaletica identificativa di questi nuovi spazi di sosta, denominati "stalli rosa", venne individuata, seppur in via preliminare, mediante un successivo decreto ministeriale, emanato in data 7 aprile 2022, a cui si aggiunse una circolare esplicativa (la n. 2926 del 22 giugno 2022) delle caratteristiche dei colori della nuova segnaletica.
La segnaletica verticale prevista si basa sull'utilizzo di un nuovo pittogramma riportante il disegno di una persona incinta e di una carrozzina su sfondo rosa, da utilizzare nel segnale di "Sosta consentita a particolari categorie"; per la segnaletica orizzontale invece si prevede la demarcazione degli stalli con strisce gialle, colore tipico della riservazione, accompagnata dal pittogramma rosa descritto in precedenza.

Segnaletica verticale per stallo rosa
Pittogramma stallo rosa

### I semafori countdown
In data 5 settembre 2022 il ministero delle infrastrutture e delle mobilità sostenibili emanò un decreto per normare le caratteristiche tecniche e applicative dei cosiddetti semafori "countdown", ossia quei dispositivi atti a visualizzare il tempo rimanente al cambio della fase semaforica. Tale decreto, previsto dalla legge n. 120 del 29 luglio 2010 (riguardante anche i semafori attivati dalla velocità dei veicoli in transito o impiegati per regolare la velocità dei veicoli), era stato già preceduto da un primo decreto preliminare del 27 aprile 2017, in cui venivano fissate perlopiù le caratteristiche tecniche-funzionali, le dimensioni e le caratteristiche di omologazione.
Rispetto alle disposizioni precedentemente in vigore e alle sperimentazioni svolte in passato, le nuove norme stabilirono in maniera più dettagliata le situazioni in cui sia possibile utilizzare i semafori countdown, introducendo anche dei casi di utilizzo obbligatorio (attraversamenti pedonali, ciclabili o ciclopedonali particolarmente lunghi, sensi unici o semafori veicolari a chiamata con tempi di attesa particolarmente lunghi e alcuni specifici casi di intersezioni con rilevamento automatico del passaggio con luce rossa) e limitando in ogni caso l'uso dei "countdown" alle sole luci gialle o rosse (e comunque a un solo colore per impianto). Per quanto riguarda la forma delle lanterne venne confermato il formato circolare e il posizionamento a fianco della lanterna primaria di riferimento.

Countdown tipo A (diametro 200 mm, cifra massima 99)
Countdown tipo B1 (diametro 300 mm, cifra massima 99)
Countdown tipo B2 (diametro 300 mm, cifra massima 199)

### La segnaletica sperimentale fluorescente
Nel dicembre 2024 il ministero delle Infrastrutture e dei Trasporti emanò un decreto (entrato in vigore nel successivo febbraio) per lo stanziamento di fondi per le opere di manutenzione della segnaletica di prescrizione e di pericolo. In aggiunta a ciò, il decreto introdusse la possibilità di dotare alcuni specifici segnali, a titolo sperimentale, di un pannello di contrasto fluororifrangente di colore giallo verde, al fine di aumentarne la visibilità e migliorare la sicurezza lungo le strade individuate come ad alto rischio per gli utenti deboli della strada.

Dare precedenza
Fermarsi e dare precedenza
Attraversamento pedonale (segnale di indicazione)
Attraversamento pedonale (segnale di pericolo)
Bambini
Attraversamento ciclabile (segnale di indicazione)
Attraversamento ciclabile (segnale di pericolo)

## Suddivisione dei segnali

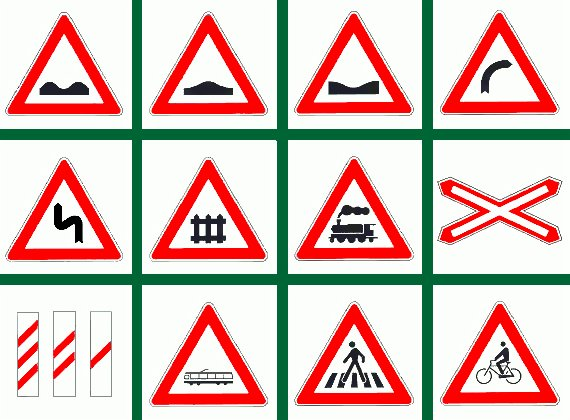
Esempi di segnali di pericolo

Segnale di stop

Diritto di precedenza

Limite di velocità

I segnali stradali verticali odierni sono riconducibili, pur con qualche eccezione, a 3 categorie principali:
- segnali di pericolo, di forma solitamente triangolare
- segnali di prescrizione
  -  relativi a precedenze con forme varie (triangolare rovesciata, ottagonale, quadrata)
  -  relativi a divieti, di forma rotonda con bordo rosso e sfondo bianco
  -  relativi ad obblighi, di forma rotonda e solitamente sfondo azzurro
- segnali di indicazione, quelli che forniscono informazioni utili o necessarie per la guida, suddivisi a loro volta in:
  - segnali di preavviso;
  - segnali di direzione;
  - segnali di conferma;
  - segnali di identificazione strade;
  - segnali di itinerario;
  - segnali di località e centro abitato;
  - segnali di nome strada;
  - segnali turistici e di territorio;
  - altri segnali che danno informazioni necessarie per la guida dei veicoli;
  - altri segnali che indicano installazioni o servizi

I segnali di indicazione sono su sfondo blu se la destinazione è raggiungibile attraverso una strada extraurbana, su sfondo verde se tramite percorso autostradale. Vengono invece segnalate con scritte bianche su sfondo marrone le indicazioni turistiche e con scritte gialle su sfondo nero le indicazioni relative alle attività commerciali e industriali. I segnali di inizio "ente amministrativo" (comune, provincia, regione) hanno le scritte bianche su sfondo blu o verde (a seconda del tipo di itinerario in cui è installata, rispettivamente strada extraurbana o autostrada) se indicano l'inizio della provincia o della regione amministrativa, scritte nere su fondo bianco per indicare l'inizio dei centri abitati (o località o frazioni), scritte bianche su sfondo marrone per indicare l'inizio del territorio comunale.
I segnali verticali possono essere integrati da pannelli integrativi per:

Segnaletica della denominazione di una strada dal 1992.

- definire la validità nello spazio del segnale;
- precisare il significato del segnale;
- limitare l'efficacia dei segnali a talune categorie di utenti o per determinati periodi di tempo

Le norme sulla segnaletica stradale italiana sono regolate anche dal "Disciplinare tecnico relativo agli schemi segnaletici, differenziati per categoria di strada, da adottare per il segnalamento temporaneo" (decreto del ministero delle infrastrutture e dei trasporti del 10 luglio del 2002, GU n. 226 del 26/09/2002) previsto dall'art. 21 del codice della strada, dalla direttiva n. 3929 del 3 luglio del 1998 del ministero dei lavori pubblici (che norma i pannelli a messaggio variabile), dalla direttiva n. 1156 del 28 febbraio del 1997 ( GU n. 71 del 26/03/1997.) del ministero dei lavori pubblici (Caratteristiche della segnaletica da utilizzare per la numerazione dei cavalcavia sulle autostrade e sulle strade statali di rilevanza internazionale), dal decreto ministeriale n. 1584 del 31 marzo del 1995 (GU n. 106 del 9/05/1995) (Approvazione del disciplinare tecnico sulle modalità di determinazione dei livelli di qualità delle pellicole retroriflettenti impiegate per la costruzione dei segnali stradali).
I segnali verticali temporanei sono a sfondo giallo e sono utilizzati in situazioni provvisorie. Sono regolati dal "Disciplinare tecnico relativo agli schemi segnaletici, differenziati per categoria di strada, da adottare per il segnalamento temporaneo" (decreto del ministero delle infrastrutture e dei trasporti del 10 luglio 2002, GU 226 del 26/09/2002) previsto dall'art. 21 del codice della strada.

### Misure costruttive
| [ 8 ]   | A       | C     | D      | E      |
| ------- | ------- | ----- | ------ | ------ |
| Piccolo | 600 mm  | 10 mm | 60 mm  | 55 mm  |
| Medio   | 900 mm  | 15 mm | 90 mm  | 80 mm  |
| Grande  | 1200 mm | 18 mm | 120 mm | 120 mm |

| [ 9 ]   | C     | D      | E      |
| ------- | ----- | ------ | ------ |
| Piccolo | 8 mm  | 400 mm | 50 mm  |
| Medio   | 10 mm | 600 mm | 75 mm  |
| Grande  | 15 mm | 900 mm | 110 mm |

| [ 10 ]  | B    | D      | L      | S     |
| ------- | ---- | ------ | ------ | ----- |
| Piccolo | 3 mm | 50 mm  | 400 mm | 6 mm  |
| Medio   | 5 mm | 70 mm  | 600 mm | 10 mm |
| Grande  | 8 mm | 110 mm | 900 mm | 15 mm |

| [ 11 ]  | B    | D      | L      | Q      | S     |
| ------- | ---- | ------ | ------ | ------ | ----- |
| Piccolo | 3 mm | 50 mm  | 400 mm | 250 mm | 6 mm  |
| Medio   | 5 mm | 70 mm  | 600 mm | 400 mm | 10 mm |
| Grande  | 8 mm | 110 mm | 900 mm | 600 mm | 15 mm |

| [ 12 ]  | A       | B     | H      | L       |
| ------- | ------- | ----- | ------ | ------- |
| Piccolo | 600 mm  | 20 mm | 200 mm | 500 mm  |
| Medio   | 900 mm  | 30 mm | 300 mm | 750 mm  |
| Grande  | 1200 mm | 40 mm | 400 mm | 1000 mm |

| [ 13 ]  | A      | B      | C    | D     | H      | L       | S     |
| ------- | ------ | ------ | ---- | ----- | ------ | ------- | ----- |
| Piccolo | 330 mm | 170 mm | 3 mm | 40 mm | 180 mm | 530 mm  | 6 mm  |
| Medio   | 500 mm | 250 mm | 4 mm | 60 mm | 270 mm | 800 mm  | 8 mm  |
| Grande  | 750 mm | 330 mm | 5 mm | 80 mm | 350 mm | 1050 mm | 10 mm |

| [ 14 ]  | B    | D     | H       | L      | Q      | S     |
| ------- | ---- | ----- | ------- | ------ | ------ | ----- |
| Piccolo | 4 mm | 30 mm | 600 mm  | 400 mm | 300 mm | 8 mm  |
| Medio   | 6 mm | 45 mm | 900 mm  | 600 mm | 450 mm | 12 mm |
| Grande  | 8 mm | 70 mm | 1350 mm | 900 mm | 650 mm | 16 mm |

## Utilizzo della segnaletica stradale italiana nel mondo
La segnaletica stradale italiana è utilizzata, oltre che in Italia, tal quale nella Città del Vaticano e, con alcune modifiche, a San Marino, in Albania e nel Kurdistan iracheno.
A Malta, in Libano, in Libia, in Sierra Leone, in Burundi, in Eritrea, in Uruguay, in Somalia e in Romania è possibile riscontrare alcuni segnali stradali di derivazione italiana.